# 알렉스 데 라 이글레시아
알렉스 델 라 이글레시아(Álex de la Iglesia, 1965년 12월 4일~)는 스페인의 영화 감독이다.

## 작품 목록
- 액션 무탕트(1993)
- 야수의 날(1995)
- 프레디타(1997)
- 웃다 죽기(1999)
- 커먼 웰스(2000)
- 800 블렛(2002)
- 퍼펙트 크라임(2004)
- 옥스포드 살인사건(2008)
- 광대를 위한 슬픈 발라드(2010)
- 우연히도 행운이(2011)
- 마녀 사냥꾼(2013)
- 신과의 대화(2014)
- 마이 빅 나이트(2015)
- 더 바(2017)